# Protelpidia
Protelpidia és un gènere monotípic de cogombres de mar d'aigües profundes.

## Espècies
Hi ha una espècie reconeguda dins del gènere Protelpidia:
- Protelpidia murrayi Théel, 1879